# St. Martin (Piesenkofen)
St. Martin ist eine denkmalgeschützte römisch-katholische Nebenkirche in der Herzog-Albrecht-Straße 18 in Piesenkofen (Ortsteil der Gemeinde Obertraubling) im Landkreis Regensburg in Bayern.
Die Filialkirche gehört heute zur Pfarrei St. Georg Obertraubling. Die Kirche war im 11. oder 12. Jahrhundert vermutlich im Besitz des Geschlechtes der von Pysenchoven. Bis zur Säkularisation gehörte die Kirche zum Stift Obermünster.
Die Kirche ist ein Saalbau mit eingezogenem Chor und Dachreiter mit Zwiebelhaube. Das Langhaus stammt im Kern aus dem 11.–12. Jahrhundert. Der Chor wurde im 18. Jahrhundert erbaut, nachdem die Apsis und der alte Chorbogen abgebrochen wurden. Die Friedhofsmauer geht wohl auf das 18. Jahrhundert zurück. 1978/79 erfolgte eine Kirchenrenovierung.
Der Hochaltar im Rokoko-Stil enthält ein Altarblatt von Martin Speer von 1751. Am rechten Ende des Chorbogens befindet sich eine spätgotische Kreuzigungsgruppe von ca. 1500. Auf der linken Seite des Chorbogens ist eine spätgotische Darstellung des Bischofs Martin von 1500 zu sehen. Der Kreuzweg stammt aus der alten Pfarrkirche Obertraubling, einer Vorgängerkirche der heutigen Pfarrkirche St. Georg. Der kupferbeschlagene Dachreiter mit barocker Kuppel beherbergt zwei kleine Glocken (Gewicht: 40 bzw. 30 kg, Außendurchmesser: 55 bzw. 45 cm).